# Windows Spotlight
Windows Spotlight (с англ. — «Windows: интересное»») — компонент, включённый в состав Windows 10, который загружает изображения Bing, рекламу, полезные советы и отображает их, когда экран блокировки отображается на компьютере. Пользователям иногда дают возможность отметить, хотят ли они видеть больше или меньше изображений аналогичного типа, а иногда изображения сопровождаются ссылками на рекламные объявления. В 2017 году Microsoft начала добавлять информацию о местоположении для многих фотографий.

## Механизм работы
Изображения для Spotlight доставляются Content Delivery Manager. Новые картинки показываются каждые 1-2 дня. Текущее изображение можно найти по адресу C:\ProgramData\Microsoft\Windows\SystemData\<SID пользователя>\ReadOnly\LockScreen_O, в то время как текущее и все предыдущие изображения можно найти в %LocalAppData%\Microsoft.Windows.ContentDeliveryManager_cw5n1h2txyewy\LocalState\Assets. Если пользователю не понравится картинка Spotlight и Content Delivery Manager не сможет отобрать другое изображение, Spotlight отобразит картинку по умолчанию.

## Локация фотографий
Для большинства изображений нет доступных локаций фотографий, но некоторые из них отображают информацию о том, где был сделан снимок. Большинство фотографий — наиболее известные места, знаменитые исторические или натуральные достопримечательности и поэтому их можно идентифицировать. Идентифицированные изображения включают следующие местоположения:

### Африка
- Белая пустыня (Сахара эль-Бейда) около Фарафра, Египет
- Силовой мост в Дворце Потерянного города, Сан-Сити, Южная Африка
- Гранд-Анс-Бич, Остров Ла-Диг, Сейшельские острова

Антарктида:
- Канал Лемэра

### Азия
- Рисовые Террасы Лунцзи, Китай
- Отель Chateau Laffitte, Пекин, Китай
- Поля канолы в Луопинге, Китай
- Национальный геологический парк Zhangye Danxia, Китай
- Остров Хоккайдо, Япония
- Лагуна в Семпорне, Малайзия, Борнео
- Эль-Нидо, Филиппины
- Руб аль Хали, Саудовская Аравия
- Озеро Байкал, Россия
- Supertree Grove, Сады у залива, Сингапур
- Гора Хеуаншань, Тайвань
- Ko Tapu от Khao Phing Kan, Phang Nga Bay, Таиланд
- Сэм Пан Бок, Убон Ратчатхани, Таиланд
- Ха-Лонг-Бей, Вьетнам
- Гонконгский горизонт, Китай
- Куапо, Филиппины

### Европа
- Гальштат, Австрия
- Озеро Гозау, Австрия
- Пещера Деветашка, провинция Ловеч, Болгария
- Береговая линия острова Раб, Хорватия
- «Край земли», Корнуолл, Англия
- Порт Исаак, Англия
- Благородный олень в Ричмонд-парке, Лондон, Англия
- Озеро Пустоши, Озерный край, Англия
- Лак дю Понт, Вильяр-д'Арне, Франция
- Балтийское море в Мекленбург-Передней Померании, Германия
- Озеро Эйбзее в Баварии, Германия
- Станция Überseequartier в Гамбурге, Германия
- Замок Гогенцоллерн, Баден-Вюртемберг, Германия
- Люнебургская пустошь, Германия
- Дайвинг-колокол в Zingst Pier, Цинновиц, Германия
- Национальный парк «Саксонская Швейцария», Германия
- Андрос, Греция
- Озеро Балатон, Венгрия
- Seljalandsfoss, Исландия
- Jökulsárlón, Исландия
- Лакагигар, Исландия
- Бурано, Италия
- Поля Колза в Тоскане, Италия
- Озеро Аннорно с пиками Лаваредо в Доломитах, Италия
- Seiser Alm луг в Доломитах, Италия
- Восход солнца в Тоскане, Италия
- Сельва-ди-Валь-Гардена, Южный Тироль, Италия
- Giant's Causeway, Северная Ирландия
- Лофотенские острова, Норвегия
- Гротфьорд, графство Тромс, Норвегия
- Отель Durmitor, Национальный парк Дурмитор, Черногория
- Побережье Алгарве, Португалия
- Нейс-Пойнт, Остров Скай, Шотландия
- Троттерниш, Остров Скай, Шотландия
- Виктория-стрит и Вест-Лук, Эдинбург, Шотландия
- Озеро Блед, Словения
- Водопад Делика-Каньон, Река Нервион, Испания
- Ронда, Испания
- Водопад Нервион, Страна Басков, Испания
- Сан-Хуан-де-Gaztelugatxe, Бермео, Испания
- Архипелаг Гётеборг, Швеция

### Северная Америка
- Страна Кананаскис, Альберта, Канада
- Озеро Морейн, Альберта, Канада
- Лейк-Луиз, Альберта, Канада
- Нума Фоллс, Британская Колумбия, Канада
- Посадка озера в Манитобе, Канада
- Маяк Пегги-Коув, Новая Шотландия, Канада
- Нуук, Гренландия
- Тасермиут-фьорд, Гренландия
- Филипсбург, Синт-Маартен
- Каньон Антилопы, Аризона, США
- Собор-Рок, Аризона, США
- Национальный памятник Клифа Вермилиона, Аризона, США
- Бадуотерский бассейн, Долина Смерти, Калифорния, США
- Пляж естественных мостов, Санта-Крус, Калифорния, США
- Забриски-Пойнт, Долина Смерти, Калифорния, США
- Мост Биксби Крик, Биг-Сюр-Кост, Калифорния, США

Обсерватория Гриффита и Лос-Анджелес, Калифорния, США
- Brasstown Bald, Джорджия, США
- Причал Кайлуа, Гавайи, США
- Маяк Сент-Джозеф, Мичиган, США
- Гриннелл-Пойнт на озере Swiftcurrent , Национальный парк Глейшер, Монтана, США
- Бисти/де-на-Цзынь пустыне Нью-Мексико, США
- Парк долины огня, Невада, США
- Терраса бетесда с фонтаном, Центральный парк, Нью-Йорк, США
- Дома Виста, ущелье реки Колумбия, Орегон, США
- Арка меса, Национальный парк Каньонлендс, Юта, США
- Хребет титон, Вайоминг, США

### Океания
- Двенадцать Апостолов, Виктория, Австралия
- Киаме Харбор, Новый Южный Уэльс, Австралия
- Плотина Гордон, Тасмания, Австралия
- Валуны Моераки, Новая Зеландия

### Южная Америка
- Эскель, Аргентина
- Лагуна-де-лос-Трес и гора Фитц Рой в Патагонии, Аргентина
- Рио-де-Жанейро с горы сахарная голова, Бразилия
- Национальный парк Торрес-дель-Пайне, Чили

### Другие изображения
- Фауна на Мадагаскаре
- Катамаран на пляже в Мадагаскар
- Бабочки в Каенг krachan Национальный парк, Таиланд
- Мужской черный светлый монарх (птица)
- Европейский ёжик
- Серый Гусь садящийся на озеро

## Реклама
Встречается реклама следующих сервисов:
- Shazam
- Groove Music
- Приложения «Кино и ТВ»
- Microsoft Outlook
- Microsoft Rewards
- Mixer